# 비국교회
비국교회(영어: Nonconformist)는 잉글랜드의 역사중에 성공회(영국 국교회)의 법령에 따르지 않는 자들을 통칭한다.  이들은 주로 청교도로 불리었으며, 통일령을 위반한 이유로 핍박을 당하였다. 
19세기 이후에는 국가의 통치를 받지 않는 자체적인 독립적 기구를 갖는 정치체제를 갖는 장로교(칼빈주의), 침례교도 등을 일컫기도 한다.  '자유 교회' 또는 '자유인들'로 혼용하여 쓰기도 한다.

## 같이 보기
- 비국교도
- 기독교 부흥운동
- 독립파